# Manon
Manon es una ópera en cinco actos y seis escenas con música de Jules Massenet y libreto en francés de Henri Meilhac y Philippe Gille, basado en la novela del abate Prévost, Manon Lescaut (1731), que también inspiró la ópera homónima a Giacomo Puccini. Fue estrenada en la Opéra-Comique de París el 19 de enero de 1884.
Antes de la obra de Massenet, Halévy (Manon Lescaut, ballet, 1830) y Auber (Manon Lescaut, opéra comique, 1856) habían usado el tema para obras escénicas musicales. Massenet escribió una secuela de un solo acto a Manon, Le portrait de Manon (1894), que presentaba al Chevalier des Grieux como un hombre anciano. En España se estrenó el 29 de diciembre de 1894, en el Gran Teatro del Liceo de Barcelona. Se representó por primera vez en Madrid (Teatro Real) el 23 de febrero de 1895 con Eva Tetrazzini y Fernando de Lucía en el reparto. El mismo año se presentó en Nueva York en el Metropolitan Opera on Sybil Sanderson y Jean de Reszke. En Argentina se representó por primera vez en el Teatro Colón (Buenos Aires) en 1910 con Rosina Storchio.
El compositor trabajó en la partitura en su casa de campo fuera de París y también en una casa en La Haya una vez ocupada por el propio Prévost. Manon es la más popular y perdurable ópera de Massenet y, habiendo "conquistado rápidamente los escenarios de todo el mundo", ha mantenido un lugar importante en el repertorio desde su creación. Es la quintaesencia que ejemplifica el encanto y la vitalidad de la música y la cultura de la Belle Époque parisina. Esta ópera sigue en el repertorio, aunque no está entre las más representadas; en las estadísticas de Operabase aparece la n.º 89 de las cien óperas más representadas en el período 2005-2010, siendo la 10.ª en Francia y la segunda de Massenet, con 43 representaciones.
En Manon, la ópera cómica es renovada, en tanto que el diálogo queda reducido a pocas frases melodramáticas que tienen siempre como fundamento la música. Al igual que en "Carmen" en ella hay también determinadas melodías conductoras (que guardan muy poca relación con el "Leitmotiv" sinfónico típicamente wagneriano); además los números se hallan más cerca de la "chanson" romántica francesa que de las ampulosas arias italiannas y el conjunto pierde importancia frente a la intimidad del lirismo melódico.

## Historia de las representaciones

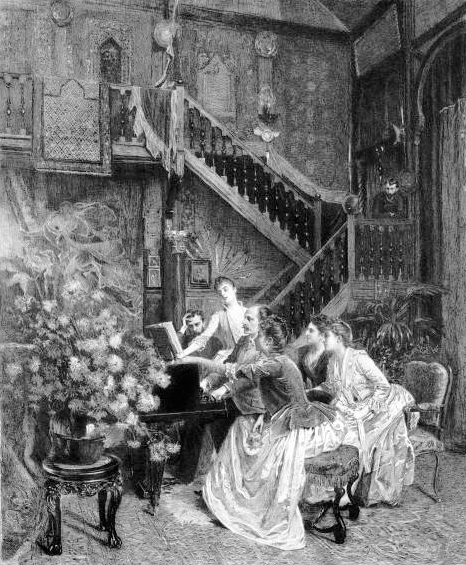
"Reunión en torno a una partitura" de Charles Baude

La ópera permaneció en la Opéra-Comique, alcanzando su representación número 1.000 allí en el año 1919, la 1.500 en 1931 y la 2.000 en 1952.
La primera Manon fue Marie Heilbron y otros intérpretes notables incluyen a Sybil Sanderson (favorita personal de Massenet), Fanny Heldy, Lucrezia Bori, Bidu Sayão, Victoria de los Ángeles, Anna Moffo, Beverly Sills, Edita Gruberova, Renée Fleming, Anna Netrebko, y Natalie Dessay. Debido a sus intensas demandas vocales, el papel de Manon fue descrita por Sills como "la Isolda francesa".
Dentro de un año del estreno, Manon tuvo su estreno británico en enero de 1885 en Liverpool y la Academia de Música en Nueva York presentó la ópera el 23 de diciembre. En la Royal Opera House en Londres, fue presentada por vez primera el 19 de mayo de 1891 y, en el período de posguerra, la compañía ha dado dos producciones - en 1947 y 1987. La Metropolitan Opera dieron su primera representación el 16 de enero de 1895 y Manon fue posteriormente representada con frecuencia en 214 ocasiones más. La representación del 7 de abril de 2012 fue retransmitida en directo a varios países. La Ópera de San Francisco dio la ópera muchas veces el 29 de septiembre de 1924, el más reciente en noviembre de 1998.
Actualmente, Manon se representa frecuentemente. Operabase.com muestra 19 países presentando (o planeando presentar) un total de casi 300 representaciones de 67 producciones desde 2009 a 2011.

El ballet L'histoire de Manon por Kenneth Macmillan, aunque usó enteramente música escrita por Massenet, no incluye ninguna de Manon.

## Personajes
| Personaje                                                                                | Tesitura     | Elenco del estreno, 19 de enero de 1884 (Director: Jules Danbé) |
| ---------------------------------------------------------------------------------------- | ------------ | --------------------------------------------------------------- |
| Manon Lescaut                                                                            | soprano      | Marie Heilbron                                                  |
| Le Chevalier des Grieux                                                                  | tenor        | Jean-Alexandre Talazac                                          |
| Lescaut, primo de Manon                                                                  | barítono     | Émile-Alexandre Taskin                                          |
| Le Comte des Grieux, el padre del Chevalier                                              | bajo         | Cobalet                                                         |
| Guillot de Morfontaine                                                                   | tenor        | Pierre Grivot                                                   |
| Monsieur de Brétigny                                                                     | barítono     | Collin                                                          |
| Poussette, una actriz                                                                    | soprano      | Mme Molé-Truffier                                               |
| Javotte, una actriz                                                                      | mezzosoprano | Esther Chevalier                                                |
| Rosette, una actriz                                                                      | mezzosoprano | Remy                                                            |
| Posadero                                                                                 | bajo         | Labis                                                           |
| Un porteador                                                                             | tenor        | Legrand                                                         |
| Un sargento                                                                              | barítono     | Troy                                                            |
| Guardias, ciudadanos, viajeros, Vendedores ambulantes, parroquianos, jugadores, soldados | Coro         |                                                                 |

## Argumento
Lugar: Francia
Tiempo: el reinado de Luis XV

### Acto I
El patio de una posada en Amiens
De Brétigny, un noble, acaba de llegar, en compañía de Guillot, un viejo libertino que es Ministro de Finanzas, junto con tres jóvenes y coquetas actrices. Mientras el posadero sirve la cena a la partida, la gente de la ciudad se reúne para la llegada de la diligencia desde Arras. Entre ellos está Lescaut, un guardia, que dice a sus camaradas que planea encontrarse con una paisana. Aparece la diligencia, y entre la multitud Lescaut rápidamente identifica a su frágil prima, Manon, quien aparece algo confundida (Je suis encore tout étourdie) pues este es su primer viaje, el que la lleva al convento.
Manon es acosada por el oportunista Guillot, quien le dice que tiene un carruaje esperando, y en el cual pueden marcharse juntos. Su torpe seducción es interrumpida por el regreso de Lescaut, quien entonces aconseja a la joven (Regardez-moi bien dans les yeux) sobre el comportamiento apropiado. Él la deja desatendida una vez más y ella admira a las tres actrices vestidas a la moda, pero se lo reprocha a ella misma (Voyons, Manon), jurando de manera poco convincente librarse de todas las visiones mundanas.
Des Grieux, que viaja a casa para ver a su padre, ve a Manon, e instantáneamente se enamora de ella. Cuando se le acerca, ella queda encantada por su comportamiento caballeroso (Et je sais votre nom), y rápidamente intercambian votos de amor. Los dos viajes planeados para ellos, la de ella al convento y el de des Grieux a su casa, se abandonan inmediatamente, pues deciden huir juntos (Nous vivrons à Paris). Pero hay insinuaciones de aspiraciones incompatibles: mientras él regresa, una y otra vez, a "tous les deux" (juntos), la frase que ella repetidamente acaricia es "à Paris". Haciendo buen uso del carruaje proporcionado por el disgustado Guillot, los amantes se escapan.

### Acto II
Manon y Des Grieux en su apartamento de París
Con poca esperanza, Des Grieux escribe a su padre, pidiéndole permiso para casarse con Manon. Lescaut entra con la intención de crear una escena, acompañado por De Brétigny, quien está disfrazado de guardia. Pero su preocupación por el ofendido honor de la familia es solo camuflaje de su alianza con su amigo. Intentando demostrar sus intenciones honorables, Des Grieux muestra a Lescaut la carta a su padre. Mientras tanto, De Brétigny advierte a Manon que Des Grieux va a ser secuestrado esa tarde, por orden de su padre, y le ofrece a ella su protección y riqueza, intentando convencerla de que puede aspirar a un futuro mejor.
Después de que los dos visitantes se vayan, Manon parece dudar entre aceptar la oferta de Brétigny y advierte a Des Grieux. Cuando su amante se va a enviar la carta, ella se despide del humilde hogar que han compartido (Adieu, notre petite table) lo que deja claro que ha decidido irse con De Brétigny. Desconociendo su cambio de corazón, Des Grieux vuelve y transmite su visión más modesta de su futura felicidad (En fermant les yeux, la "Canción del sueño", en un tiempo famosa). Saliendo fuera para investigar una aparente perturbación, él es secuestrado y deja a Manon sola.

### Acto III
Escena 1: París, el malecón de Cours-la-Reine en un día festivo.
Entre la lista de los veraneantes y vendedores de todo tipo, se encuentran Lescaut y Guillot, el último aun flirteando con las jóvenes actrices, mientras Lescaut expresa los gozos del juego (À quoi bon l'économie?). De Brétigny llega, pronto se le une Manon, ahora suntuosamente vestida y con una fila de admiradores. Ella canta sobre su nueva situación (Je marche sur tous les chemins), a lo que le sigue una gavota (Obéissons quand leur voix appelle) sobre las alegrías del amor y la juventud.
El padre de Des Grieux, el conde, saluda a de Brétigny y Manon oye que su anterior amante ya no es Chevalier sino Abbé porque ha entrado en el seminario de Saint-Sulpice. Acercándose al conde, Manon intenta descubrir si su hijo aun la ama. Guillot luego intenta ganar a Manon llevando bailarines de ballet de la Académie Royale de Musique, que ella había dicho que deseaba ver. Sin embargo Manon queda atrapada por el deseo de ver a Des Grieux una vez más, y admite, cuando se lo preguntan, que ella no presta atención a los bailarines, para disgusto de Guillot. Manon se apresura a ir al seminario de Saint-Sulpice.
Escena 2: Saint-Sulpice
Desde la capilla, la congregación está saliendo, entusiasta por el sermón del nuevo abate (Quelle éloquence!). Des Grieux entra, con vestidura sacerdotal, y su padre añade su voz al coro de alabanza, pero intenta disuadir a su hijo de esta nueva vida, de manera que pueda perpetuar el nombre familiar (Epouse quelque brave fille).
Él se marcha, habiendo fracasado a la hora de hacer cambiar de opinión a su hijo y Des Grieux, a solas, recuerda a Manon (Ah! Fuyez, douce image). Al rezar, aparece la propia Manon, para implorar el perdón por su deslealtad. Furiosamente, intenta rechazarla, pero cuando (en N'est-ce plus ma main?) ella recuerda sus pasadas intimidades, vence su resistencia y sus voces se unen en un apasionado reconocimiento de amor.

### Acto IV
Un salón de juego en el Hôtel de Transylvanie
Lescaut y Guillot están jugando, y las tres jóvenes actrices están preparadas para unirse a cualquiera de los ganadores. Manon llega con Des Grieux quien le declara su total amor: (Manon! Manon! Sphinx étonnant). Le convencen para jugar, con la esperanza de obtener la riqueza que ella ansía. Juega a las cartas con Guillot, y le gana una y otra vez, mientras Guillot dobla y redobla la apuesta. Mientras Manon se regocija, Guillot acusa a Des Grieux de hacer trampas. Des Grieux lo niega y Guillot se marcha, regresando poco después con la policía, ante quien denuncia a Des Grieux como timador y a Manon como disoluta.
Entra el padre de Des Grieux y dice a su hijo que intercederá por él, pero no por Manon. En un gran conjunto, con Guillot regocijándose por su venganza, Manon lamentando el final de toda alegría, Des Grieux jurando defenderla y el resto expresando consternación y horror, se llevan a la pareja arrestada.

### Acto V
[Act IV, Escena 2 en la versión original]
Un lugar desolado cerca de la carretera a Le Havre
Condenada como mujer de mala fama, Manon ha sido sentenciada a ser deportada. Des Grieux, liberado por la intervención de su padre, y un penitente Lescaut, ahora su aliado, esperan asaltar el convoy en el que llevan a Manon al puerto. Un destacamento de soldados llega con sus prisioneros. Los rescatadores en potencia reconocen lo desesperado de atacar una escolta tan fuerte, pero Lescaut consigue sobornar a un sargento para que permita a Manon retrasarse hasta la tarde. El convoy marcha adelante, y una enferma y agotada Manon cae al suelo a los pies de Des Grieux.
En sus brazos, cerca del delirio, ella revive su anterior felicidad. Des Grieux le dice que el pasado puede volver pero Manon, ahora calmada, sabe que es demasiado tarde. Con las palabras Et c'est là l'histoire de Manon Lescaut ella muere.

### El nombre Manon
Manon es una forma hipocorística, que antaño se usaba con gran frecuencia, de los nombres Madeleine, Marie, Anne o Marianne, que con el tiempo se volvió un nombre independiente.
Los franceses pusieron a un ave "manon", en recuerdo del personaje de la novela escrita por el abad Prévost, novela que fue ampliamente difundida en su tiempo, llegándose a traducir a otros idiomas, se trata de una chica que intenta ser libre en el siglo XVIII y las aves simbolizan la libertad.

## Arias destacadas
- Acto I - Manon: "Je suis encore tout étourdie" ("Todavía estoy totalmente aturdida")
- Acto II - des Grieux: "En fermant les yeux" ("Cerrando mis ojos")
- Acto II - Manon: "Adieu, notre petite table" ("Adiós, mesita nuestra")
- Acto III - Manon: "Obéissons quand leur voix appelle" ("Obedezcamos cuando su voz nos llama")
- Acto III - des Grieux: "Ah, fuyez douce image" ("Ah, huye, dulce imagen")

## Discografía
| Año     | Elenco (Manon, des Grieux, Lescaut, Comte des Grieux)                | Director, Teatro de ópera y orquesta | Sello discográfico                                                    |
| ------- | -------------------------------------------------------------------- | --- | --------------------------------------------------------------------- |
| 1923    | Fanny Heldy, Jean Marny, Léon Ponzio, Pierre Dupré                   | Henri Büsser Coro y orquesta de la Opéra-Comique | Audio CD: Malibran Music Cat: MR 558                                  |
| 1928–29 | Germaine Féraldy, Joseph Rogatchewsky, Georges Villier, Louis Guénot | Elie Cohen Coro y orquesta de la Opéra-Comique | Audio CD: Naxos «Historical» Cat: 8.110203-04                         |
| 1937    | Bidu Sayão, Sídney Rayner, Richard Bonelli, Chase Baromeno           | Maurice Abravanel Coro y orquesta de la Metropolitan Opera                                                                                           | Audio CD: Naxos «Historical» Cat: 8.110003-5                          |
| 1951    | Janine Micheau, Libero de Luca, Roger Bourdin, Julien Giovanetti     | Albert Wolff Coro y orquesta de la Opéra-Comique | Audio CD: Preiser Records Cat: 20013                                  |
| 1955    | Victoria de los Ángeles, Henri Legay, Michel Dens, Jean Borthayre    | Pierre Monteux Coro y orquesta de la Opéra-Comique                                                                                                   | Audio CD: Naxos «Historical» Cat: 8.111268-70                         |
| 1970    | Beverly Sills, Nicolai Gedda, Gérard Souzay, Gabriel Bacquier        | Julius Rudel Coro Ambrosiano Orquesta New Philharmonia                                                                                               | Audio CD: DG Cat: 474 950-2                                           |
| 1982    | Ileana Cotrubas, Alfredo Kraus, Gino Quilico, José van Dam           | Michel Plasson Coro y orquesta del Capitole de Toulouse                                                                                              | Audio CD: Ángel Cat: 49610                                            |
| 1999    | Angela Gheorghiu, Roberto Alagna, Earle Patriarco, José van Dam      | Antonio Pappano Coro y orquesta del Teatro Real de la Moneda                                                                                         | Audio CD: EMI Cat: 81842                                              |
| 2001    | Renée Fleming, Marcelo Álvarez, Jean-Luc Chaignaud, Alain Vernhes    | Jesús López-Cobos Coro y orquesta de la Ópera Nacional de París (Grabaciones en audio y video de interpretaciones en la Opéra Bastille, Junio/julio) | Audio CD: Sony S3K 90458 DVD (Video): TDK «Mediactive» Cat: DVOPMANON |
| 2007    | Anna Netrebko, Rolando Villazón, Alfredo Daza, Christof Fischesser   | Daniel Barenboim Staatskapelle Berlín y Coro de la ópera estatal de Berlín                                                                           | DVD: Deutsche Grammophon Cat: 073 4431                                |
| 2007    | Natalie Dessay, Rolando Villazón, Manuel Lanza, Samuel Ramey         | Victor Pablo Pérez Coro y orquesta sinfónica del Gran Teatre del Liceo, Barcelona                                                                    | DVD: Virgin Classics Cat: 5050689 7                                   |